# 巴斯库尼亚纳德圣佩德罗
巴斯库尼亚纳德圣佩德罗，是西班牙卡斯蒂利亚-拉曼恰昆卡省的一个市镇。总面积20平方公里，总人口40人（2001年），人口密度2人/平方公里。